# Jiří David (kněz)
Jiří David SJ (při vydání svých dvou knih počátkem 21. století označen jako Jiří David ze Zdic; 1647 – 1713) byl český katolický kněz, misionář, spisovatel, filosof a hebraista z řad jezuitů. Byl doktorem filosofie a vyučujícím hebraistiky na olomoucké univerzitě, pravidelně docházel do věznic a špitálů. Na přelomu 17. a 18. století působil jako misionář v Rusku.

## Díla
Psal latinsky, některá jeho díla jsou vydávána ještě v 21. století. Česky vyšly např. Život svatého poustevníka Vintíře (2007), který je příkladem vrcholné barokní hagiografické tvorby a zejména komentovaný překlad cestopisu Novodobý stav Velké Rusi neboli Moskevska (orig. 1690, česky: 2008), který poskytuje neocenitelné informace o ruských poměrech té doby.